# Etnies
etnies ist ein US-amerikanischer Schuhhersteller im Besitz von Sole Technology, Inc., spezialisiert auf Skateboardschuhe und Kleidung; im weiteren Sortiment befinden sich auch Produkte für Snowboarder, Surfer, BMX-Fahrer und Motocross-Fahrer.
Das Unternehmen wurde 1986 in Frankreich gegründet (damals mit !), hat seinen Sitz allerdings seit Ende der 1980er Jahre in Huntington Beach und gehört zu den ältesten Unternehmen des Skateschuh-Marktes. Etnies war Ende der 1980er Jahre die erste Firma, die einen Signature-Skateschuh produzierte. Namensgeber war Skateboarder Natas Kaupas. Außerdem wurden Mitte der 90er die ebenfalls erfolgreichen Tochterfirmen és und Emerica gegründet.
Heute sponsert Etnies vor allem Profi-Skater, aber auch Bands wie My Chemical Romance, Hot Water Music, The Vines, Shadows Fall, Plüsch, Rise Against und Taking Back Sunday werden unterstützt.

## Pro-Team

### Skateboarder
- Rune Glifberg
- Ryan Sheckler
- Gleb Demenev
- Elissa Steamer
- Kyle Leeper
- Tyler Bledsoe
- Christoph Wildgrube aka Willow[1]
- Chris Joslin[2]

### Surfer
- Chris Malloy
- Conan Hayes
- Dan Malloy
- Jun Jo
- Keith Malloy
- Otto Flores

### Snowboarder
- Benji Ritchie
- John Jackson
- Markku Koski
- Tyler Lepore
- Wille Yli-Luoma

### BMX-Fahrer
- Mike Escamilla
- Taj Mihelich
- Ruben Alcantara
- Jamie Bestwick
- Sergio Layos
- Joe Rich
- Dave Freimuth
- John Heaton
- Josh Stricker
- Garrett Byrnes
- Sandy Carson

### Motocross-Fahrer
- Brian Deegan
- Chad Reed
- Tim Ferry
- Trigger Gumm
- Jeremy „Twitch“ Stenberg
- Justin Brayton
- Levi Sherwood